# Jogo do Senta
Jogo do Senta é como ficou conhecida uma partida de futebol, válida pelo Campeonato Carioca e realizada em 10 de Setembro de 1944  (um domingo), entre Botafogo e Flamengo.
Como se vê em "espn.com.br", "ge.globo.com.br", "piaui.folha.uol.com.br" e no livro "O Jogo do Senta" (tudo com fotos), o certame ganhou essa alcunha após os jogadores do Flamengo terem protestado contra a validação do quinto gol do Botafogo.
Os jogadores do Flamengo, seguindo ordens do banco e de dois dirigentes,  sentaram-se em campo, aos 31 minutos do segundo tempo (momento do quinto gol) e assim ficaram até aos 45 minutos, quando se dirigiram ao vestiário.
O Flamengo recorreu à Justiça, onde a vitória do Botafogo foi obviamente confirmada pelo exato placar de 5 x 2. Por isso a partida passou à História como o "jogo do senta", a origem do "chororô".
Apesar disso, o Flamengo se sagrou o campeão daquele ano.

## O Jogo
| “ | “Não queria que os jogadores se sentassem no gramado. Estava longe e não pude interferir. Aquilo foi ordem dos dirigentes.” | ” |

O primeiro tempo foi duro e terminou com vantagem de 2 a 1 para o Botafogo, gols de Heleno e Valsecchi. Na etapa final, animado por sua torcida, o Botafogo chegou a colocar 4 a 1 (Valter e Heleno), o Flamengo diminuiu para 4 a 2 (Jarbas) mas, aos 31 minutos, Geninho chutou, a bola bateu no travessão, quicou no gramado (segundo o Flamengo) ou dentro do gol (segundo o Botafogo e o árbitro) e retornou para o campo. O ponta botafoguense Lula entrou cabeceando. Ao mesmo tempo, o zagueiro rubro-negro Jayme entrou chutando bola, cabeça do Lula e o que mais estava no lance, para longe da meta. O árbitro assinalou gol.
Segundo o trecho do que está na matéria do jornal O Globo, de 11 de setembro de 1944, página 2, da edição matutina: “Geninho, ao receber o passe de Heleno, emendou a pelota, que foi em direção às redes. Devido à rapidez do lance, não se sabe ao certo o que ocorreu”.
Para o jornal Esporte Ilustrado, a bola chutada por Geninho batera na parte inferior do travessão e quicara dentro do gol para depois sair. Porém, para os jogadores e dirigentes do Flamengo, não havia dúvidas: a bola quicara fora do gol.
No dia seguinte, os jornais, no comentário sobre o juiz, garantiram que ele estava longe do lance e que não tinha condições físicas para correr os dois tempos. O fato é que a dúvida ficará para sempre, afinal, na época, nem mesmo as mais velozes máquinas fotográficas captaram o lance.
Revoltado, o vice-presidente do Flamengo, ordenou a retirada de campo, mas acabou aceitando a recusa em reiniciar o jogo. Na foto publicada nO Globo, vêem-se alguns jogadores sentados, outros de pé, aguardando o juiz apitar o final do certame. Quando o tempo se escoou, levantaram-se e retiraram-se cabisbaixos para os vestiários. Na súmula, o árbitro Mossoró anotou o gol de Geninho, exatamente aos 31 minutos, e o resultado da partida foi homologado pela Federação como 5 a 2 para o Botafogo.
Em setembro de 2013, o jornalista Marco Santos escreveu no blog Fim de jogo, na coluna "E aí é uma outra história", um relato sobre este famoso jogo.[5]
Em setembro de 2014 foi lançado em General Severiano pela Editora Livros de Futebol o livro "Jogo do Senta, a verdadeira origem do chororô", do jornalista e professor universitário Paulo Cezar Guimarães.

### Ficha Técnica
| 10 de Setembro de 1944 | Botafogo                                                             | 5 – 2     | Flamengo                          | Estádio de General Severiano, Rio de Janeiro |
| 15h15min               | Heleno de Freitas 20' 70' · Valsecchi 44' · Valter 68' · Geninho 76' | Relatório | 30' Jaime de Almeida · 73' Jarbas | Árbitro: Aristides "Mossoró" Figueira        |

| Botafogo | Flamengo |

|            |    |                   |  |
|            |    |                   |  |
| GK         | 1  | Ari               |  |
| Z          | '  | Laranjeira        |  |
| Z          | '  | Ladislau          |  |
| M          | '  | Ivan              |  |
| M          | '  | Papeti            |  |
| M          | '  | Negrinhão         |  |
| A          | '  | Lula              |  |
| A          | '  | Geninho           |  |
| A          | 10 | Heleno de Freitas |  |
| A          | '  | Valsecchi         |  |
| A          | '  | Valter            |  |
| Treinador: |    |                   |  |
| Bengala    |    |                   |  |

|              |    |                  |  |  |
|              |    |                  |  |  |
| G            | 1  | Jurandir         |  |  |
| Z            | '  | Newton           |  |  |
| Z            | '  | Quirino          |  |  |
| M            | '  | Biguá            |  |  |
| M            | '  | Bria             |  |  |
| M            | '  | Jaime de Almeida |  |  |
| A            | '  | Nilo             |  |  |
| A            | 10 | Zizinho          |  |  |
| A            | '  | Pirillo          |  |  |
| A            | '  | Sanz             |  |  |
| A            | '  | Jarbas           |  |  |
| Treinador:   |    |                  |  |  |
| Flávio Costa |    |                  |  |  |

### Pós-Jogo
- Esse jogo quebrou uma sequência de 6 jogos sem vitória do Botafogo neste confronto no Campeonato Carioca.[4]